# Лейтон Орієнт
«Лейтон Орієнт» (англ. Leyton Orient Football Club) — англійський футбольний клуб з Лондона, боро Волтем-Форест. Останні сезони грає в Першій лізі. Клуб провів один рік у вищому дивізіоні в сезоні 1962/63, де посів останнє, 22-е, місце.
Найвищим досягненням клубу є участь у півфіналі Кубку Англії в 1978 році.

## Історія
Коріння клубу сягають 1881 року, коли група гравців у крикет вирішила створити футбольну команду для підтримки форми в зимові місяці. 1888 року, з ініціативи одного з гравців, який працював на Східній судноплавній лінії, клуб узяв назву «Оріент» (англ. Orient, укр. «схід»), що відповідає розташуванню клубу в східному Лондоні. 1898 року, заради залучення багатих уболівальників з Клептона, назва змінилася на «Клептон Оріент». Друга світова війна принесла команді фінансові труднощі, що спонукало раду директорів запровадити нову назву — «Лейтон Орієнт», котра збереглася донині.
У сезоні 1961—62 «Лейтон Орієнт» став віцечемпіоном Другого дивізіону і вперше в історії отримав дозвіл на участь у Першій Футбольній лізі Англії, але за підсумками того ж сезону зайняв останнє місце й покинув еліту.
29 січня 2011 року «Лейтон Орієнт», перемігши (2:1) на виїзді команду «Свонсі Сіті», вийшов у п'ятий раунд (1/8 фіналу) Кубку Англії, в якому суперником був лондонський «Арсенал». У першому матчі «Дракони» відстояли нічию завдяки голу Теуе, але в переграванні програли всуху 5-0.
25 травня 2014 року у фіналі Плей-оф Ліги 1 «Лейтон Орієнт» програв «Ротерхем Юнайтед» у серії пенальті 3:4 (основний час — 2:2), тим самим втративши шанс підвищитися в класі й вийти до Чемпіоншипу.

## Відомі гравці
У списку подані гравці, що виступали за національну збірну
- Пітер Шилтон
- Елвін Мартін
- Стів Годж
- Ефроїм Лонгворт
- Джок Резерфорд
- Андрос Таунсенд
- Річард Гарсія